# Kaiserswerther Diakonie

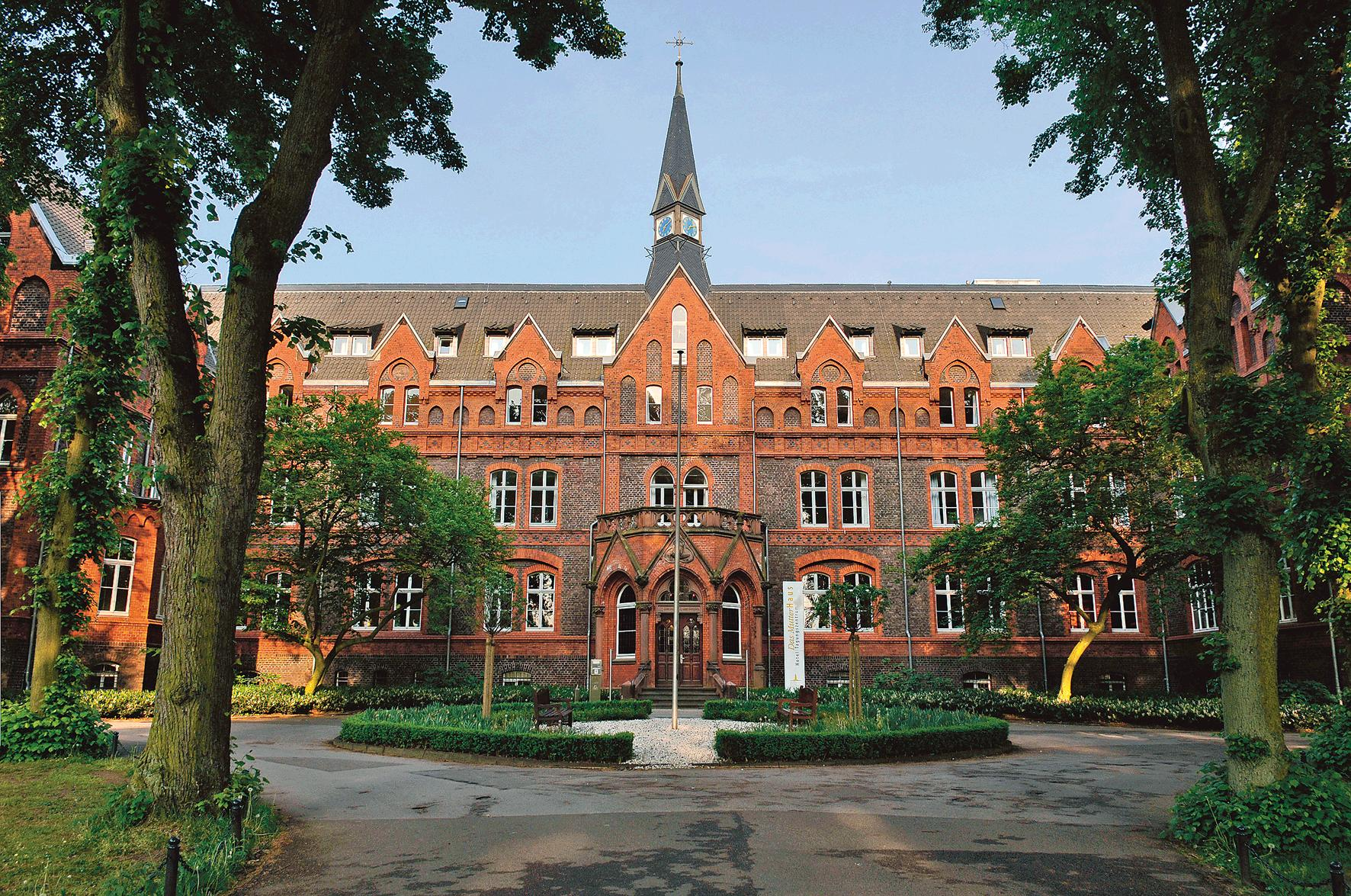
KWD Mutterhaus

Kaiserswerther Diakonie är en utbildnings- och socialvårdsinstitution i Kaiserswerth i Tyskland, grundad 1836. Det är verksamt inom social-, hälso- och utbildningssektorerna.
Det bildades som en luthersk barmhärtighetsinstitution av Kaiserswerths kyrkoherde Theodor Fliedner (1800–1864) hans hustru Friederike Fliedner (1800–1842). Theodor Fliedner skötte institutionen med sin första hustru och sedan med sin andra hustru Caroline Fliedner. Det var en pionjärinstitution i Europa för utbildningen av diakonissor, och är känd som den skola där Florence Nightingale utbildades. 